# Sarata-Drăgușeni
Sarata-Drăgușeni – wieś w Rumunii, w okręgu Botoszany, w gminie Drăgușeni. W 2011 roku liczyła 151 mieszkańców.